# Saint-Carreuc
Saint-Carreuc è un comune francese di 1 510 abitanti situato nel dipartimento delle Côtes-d'Armor nella regione della Bretagna.

## Società

### Evoluzione demografica
Abitanti censiti